# Mona Malm

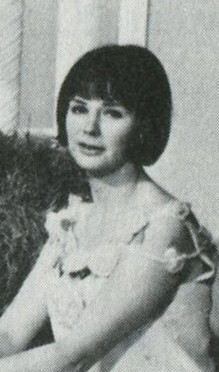
Mona Malm vid inspelningen av För att inte tala om alla dessa kvinnor (1964).

Mona Malm, egentligen Mona Kristina Wahlman, född Ericsson den 24 januari 1935 i Sankt Johannes församling i Stockholm, död 12 januari 2021 i Högalids distrikt i Stockholm, var en svensk skådespelare.

## Biografi

### Karriär
Mona Malm var dotter till konditor Harald Ericsson och Inez, född Malmberg. Hon sattes i balettskola vid sju års ålder och spelade även barnteater på Skansen samt uppträdde i radio, bland andra i Barnens brevlåda. Efter skolan började hon i Gösta Terserus teaterskola och blev riktigt uppmärksammad i Kar de Mummas Blancherevy. Det var också då, 1954, när hon var engagerad vid Blancheteatern som hon på inrådan av Kar de Mumma tog artistnamnet Malm eftersom det redan fanns en Ericsson i truppen, Annalisa Ericson.
Hon kom in på Dramatens elevskola 1954, där hon utexaminerades 1957. Efter studierna var hon engagerad vid Dramaten med undantag för 1959–1961 då hon tillhörde TV-teaterensemblen och 1961–1963 Stockholms stadsteater. Hon återvände till Dramaten 1964 efter att ha studerat pedagogik ett år vid universitet.
I början av karriären spelade Malm unga flickor; till hennes första roller hörde exempelvis Amanda i Drottningens juvelsmycke (1957) och i Anouilhs Dans under stjärnorna. Med tiden har hon gjort mer sammansatta och mogna roller: en av de första var insatsen som den dödssjuka läraren i Gun Jönssons TV-film Leva livet från 1976. Och därefter har hon fått uppmärksamhet för sina robusta och jordnära moders- och kvinnoporträtt som Alma Ekdahl i Fanny och Alexander från 1982, bondmoran Ester Nilsson i Lars Molins TV-krönika Tre kärlekar (1989 och 1991) och affärskvinnan i Chefen fru Ingeborg från 1993. I den Emmybelönade Den tatuerade änkan från 1998 gestaltade hon den drygt 60-åriga Ester Hershagen som får möjlighet att leva efter sina egna drömmar och önskningar.
Både på scen och i TV har hon gjort några praktkvinnor från världsdramatiken; 1992 spelade hon Linda Loman i En handelsresandes död och 1985 Martha i Vem är rädd för Virginia Woolf?. Hon har även gjort burleska och komiska gestalter som i TV-serierna Peta näsan från 1987 och Snörpingar, från 1994 och 1995, i den senare kreerade hon med frodig komisk inlevelse en charmerande, rockande vattenvarelse. Hennes sista roll var som Margareta, Alex mamma i TV-serien Solsidan, vilken hon spelade i seriens fyra första säsonger, fram till år 2013.
År 1990 mottog hon Litteris et Artibus. Vid Guldbaggegalan 2011 tilldelades Malm Hedersguldbaggen för år 2010.
Mona Malm var sommarpratare i radioprogrammet Sommar i P1 på Sveriges Radio P1 den 27 juni 2015.

### Privatliv
Mona Malm gifte sig 1954 med arkitekten Lars Wahlman (1929–2018)  och de fick en son och en dotter.

## Roller i urval

### Filmer
- 1944 – Vi behöver varann[8]
- 1945 – Det var en gång...
- 1946 – Eviga länkar
- 1947 – Det kom en gäst
- 1949 – Kärleken segrar
- 1949 – Bara en mor
- 1954 – Åsa-Nisse på hal is
- 1954 – Gula divisionen
- 1955 – Flickan i regnet
- 1955 – Sommarnattens leende
- 1957 – Det sjunde inseglet
- 1957 – Mamma tar semester
- 1957 – Värmlänningarna
- 1957 – Vägen genom Skå
- 1958 – Kvinna i leopard
- 1958 – Fridolf sticker opp!
- 1959 – Ryttare i blått
- 1962 – En nolla för mycket
- 1963 – Prins Hatt under jorden
- 1964 – För att inte tala om alla dessa kvinnor
- 1965 – Nattmara
- 1965 – För vänskaps skull
- 1966 – Heja Roland!
- 1967 – Roseanna
- 1969 – Kameleonterna
- 1982 – Fanny och Alexander
- 1987 – Sommarkvällar på jorden
- 1993 – Glädjekällan
- 1995 – Höst i paradiset
- 1996 – Jerusalem
- 1997 – Spring för livet
- 2002 – En kärleksaffär
- 2003 – Mamma pappa barn
- 2004 – Stenjäveln
- 2005 – Vinnare och förlorare
- 2006 – Efter bröllopet
- 2009 – Möte i mellanrummet

### TV
- 1970 – Frida och hennes vän (TV-serie)
- 1978 – Streber
- 1980 – Huset i världens mitt
- 1981 – Skapelsens krona
- 1983 – Sova räv
- 1983 – Midvinterduell
- 1984 – Är ni där, mr Jones

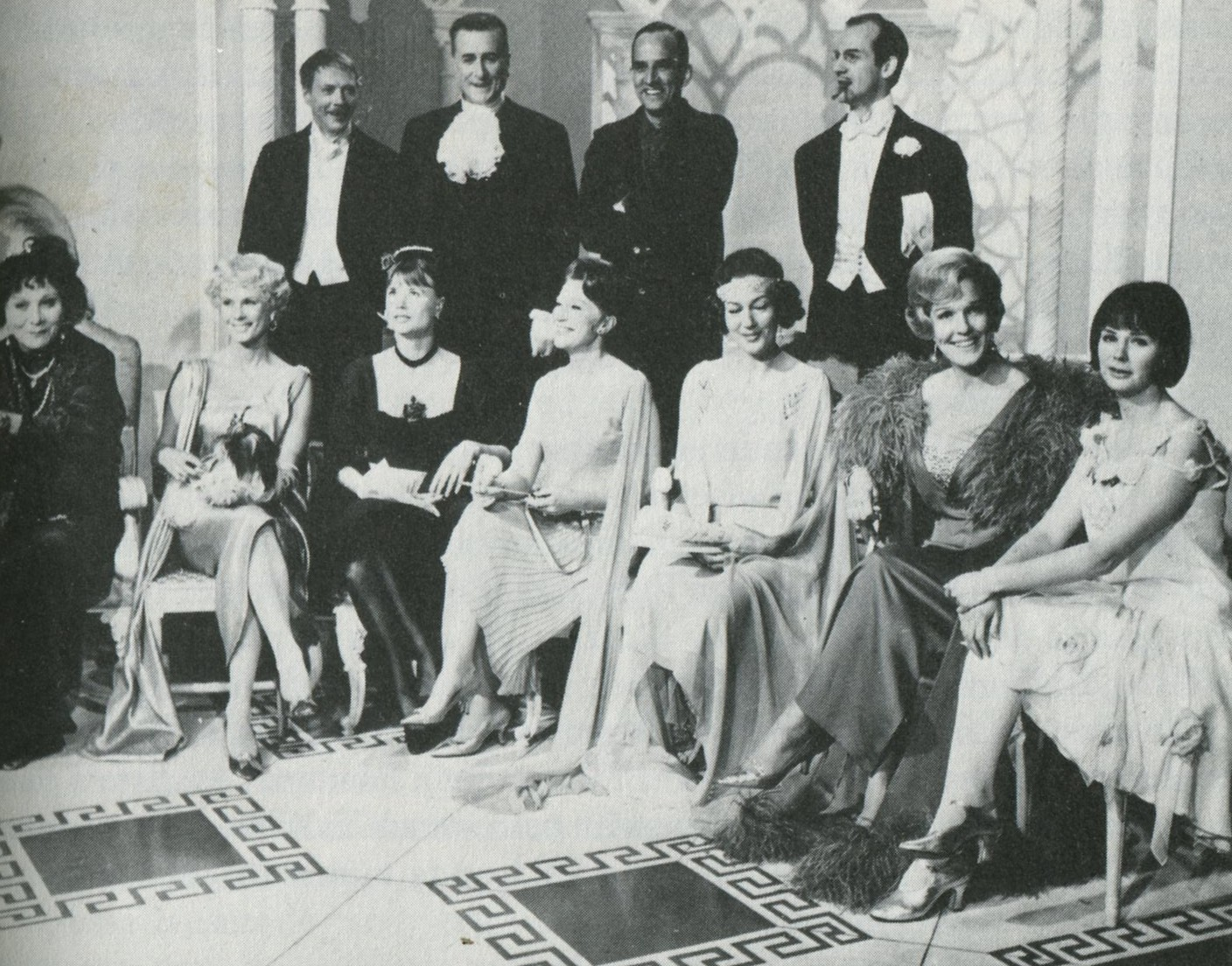
Hela truppen från filmen För att inte tala om alla dessa kvinnor från 1964. Stående från vänster: Allan Edwall, Georg Funkquist, Ingmar Bergman och Jarl Kulle. Sittande från vänster: Karin Kavli, Bibi Andersson, Harriet Andersson, Gertrud Fridh, Barbro Hiort af Ornäs, Eva Dahlbeck och längst ut till höger Mona Malm.

- 1985 – Den tragiska historien om Hamlet – prins av Danmark (TV-serie)
- 1985 – Vem är rädd för Virginia Woolf?
- 1987 – Peta näsan (TV-serie)
- 1989 – Den inbillade sjuke
- 1989 – Tre kärlekar (TV-serie)
- 1991 – Den goda viljan (TV-serie)
- 1993 – Chefen fru Ingeborg (TV-serie)
- 1994 – Simpor och Grodfötter (TV-serie)
- 1998 – Den tatuerade änkan
- 2000 – Herr von Hancken (TV-serie)
- 2006 – Stjärnorna på Slottet (TV-serie)
- 2007 – Gynekologen i Askim (TV-serie)
- 2007 – Saltön (TV-serie)
- 2009 – Stormen (TV-serie)
- 2009 – Stenhuggaren
- 2010–2013 – Solsidan (TV-serie)

### Teater
| År   | Roll                   | Produktion                                               | Regi                | Teater                 |
| ---- | ---------------------- | -------------------------------------------------------- | ------------------- | ---------------------- |
| 1961 | Wilma, Gotthardts fru  | Tuppfäktning Erik Müller                                 | Per Verner-Carlsson | Stockholms stadsteater |
| 1961 | Damkårens ordförande   | Lysistrate Aristofanes                                   | Hans Dahlin         | Stockholms stadsteater |
| 1962 | Mary Meng, Joes dotter | Patrasket Hjalmar Bergman                                | Stina Bergman       | Stockholms stadsteater |
| 1964 | Yü Pei, hovdam         | Tre knivar från Wei Harry Martinson                      | Ingmar Bergman      | Dramaten               |
| 1964 | Medverkande            | Å vilket härligt krig Charles Chilton                    | Jackie Söderman     | Dramaten               |
| 1969 | Gretchen               | Bröllopsfesten (Hochzeit) Elias Canetti                  | Donya Feuer         | Dramaten               |
| 1979 | Maj Wieslander         | Mannen på trottoaren Per Olov Enquist och Anders Ehnmark | Staffan Roos        | Dramaten               |
| 1994 | Eva                    | I nöd och lust Ivan Menchell                             | Lars Amble          | Maximteatern           |
| 1996 | Sheila                 | Toffelhjältar Alan Ayckbourn                             | Anders Albien       | Nöjesteatern           |

## Priser och utmärkelser
- 1986 – O'Neill-stipendiet
- 1990 – Litteris et Artibus
- 1992 – Teaterförbundets Gösta Ekman-stipendiet
- 1995 – Guldmasken som "Bästa kvinnliga skådespelare" för insatsen i I nöd och lust (tillsammans med Yvonne Lombard och Lena Nyman)
- 2010 – Hedersguldbaggen[4][12]